# Linia kolejowa nr 770
Linia kolejowa 770 – pierwszorzędna, jednotorowa, zelektryfikowana linia kolejowa łącząca rozjazdy nr 11 i 273 w obrębie stacji Dęblin.